# Rihue
Rihue es una localidad chilena ubicada en la comuna de Negrete. Posee una detención ferroviaria del Servicio Regional Talcahuano-Renaico. Al sur tiene el Río Renaico, que es cruzado por el Puente Ferroviario Renaico y es límite regional entre El Biobío y La Araucanía.  Por el oeste del pueblo continúa la Ruta CH-180 que recorre el sector del Bajo (Vertiente Oriental de la Cordillera de Nahuelbuta), que une las localidades de Nacimiento, Coihue, Rihue, Renaico y Angol, entre otras.
Esta localidad cuenta con posta rural y un Colegio.
- Datos: Q6108891